# Scotorythra epicyma
Scotorythra epicyma là một loài bướm đêm trong họ Geometridae.